# Otto Tschirch
Otto Richard Sigismund Tschirch (* 4. Juni 1858 in Guben, Königreich Preußen; † 13. März 1941 in Brandenburg an der Havel) war ein deutscher Pädagoge, Historiker und Archivar. Er hat neben seiner Lehrertätigkeit insbesondere zur Stadtgeschichte der Stadt Brandenburg an der Havel geforscht und publiziert.

## Leben
Otto Tschirch wurde als zweiter Sohn des Archidiakons Carl Adolf Tschirch (1815–1875) und dessen Frau Marie, geb. Sausse, geboren. Sein älterer Bruder Alexander (1856–1939) wurde später Apotheker und Professor der Pharmazie in Bern.
Nach dem Besuch der Gubener Elementarschule und des Gymnasiums Guben (1867–1876) studierte er von 1876 bis 1880 an der Universität Berlin Geschichte, Germanistik, Geographie, Philosophie und Pädagogik. Dort hörte er Geschichtsvorlesungen von Theodor Mommsen, Karl Wilhelm Nitzsch und Johann Gustav Droysen, Erdkunde bei Heinrich Kiepert, Geschichte der indogermanischen Sprachen bei Johannes Schmidt, Sanskrit bei Albrecht Weber und Sprachphilosophie bei Heymann Steinthal. Anschließend war er bis 1882 Erzieher am Zivil-Waisenhaus in Potsdam. Im Juni 1882 legte er die Staatsprüfung ab und ab Oktober des gleichen Jahres war er Referendar am Luisenstädtischen Gymnasium in Berlin (heute: Heinrich-Schliemann-Gymnasium Berlin), dann am Saldern-Realgymnasium in Brandenburg an der Havel, wo er seit 1884 fest angestellt war. Im gleichen Jahr wurde er an der Universität Halle zum Dr. phil. promoviert. 1902 wurde er zum Professor ernannt, 1911 erhielt er den Roten Adlerorden 4. Klasse, und 1921 wurde er als Lehrer pensioniert.
1886 wurde Tschirch Mitglied im Historischen Verein in Brandenburg an der Havel, seit 1894 Vorstandsmitglied und zweiter Schriftführer, seit 1895 erster Schriftführer und von 1909 bis 1936 Vorsitzender des Vereins. Daneben war er von 1899 bis 1929 Stadtarchivar – zunächst ehrenamtlich und ab 1921 hauptamtlich. 1912 gehörte er zu den Mitbegründern der Vereinigung Brandenburgischer Heimatmuseen, wurde 1922 deren zweiter Vorsitzender und war dann bis 1932 deren erster Vorsitzender. Von 1923 bis 1939 Leiter das neugegründeten Heimatmuseums in Brandenburg. Seit ihrer Gründung 1925 bis zu ihrer Auflösung 1939 gehörte er der Historischen Kommission für die Provinz Brandenburg und die Reichshauptstadt Berlin an.
Seit 1885 war er mit Maria Beata Schütz verheiratet, mit der er drei Kinder hatte: Ilse (* 1886), Siegfried (1888–1970, Marineoffizier, zuletzt Kapitän zur See, Chef einer Netzsperrflottille) und Alexander (* 1890, Frauenarzt).

## Ehrungen
- 1897 erhielt er vom Verein für die Geschichte Berlins die „Fidicin-Medaille“ (in Bronze) für Förderung der Vereinszwecke.
- 1901 den Rubenow-Preis der Universität Greifswald für sein Manuskript Geschichte der öffentlichen Meinung in Preußen vom Baseler Frieden bis zum Zusammenbruch des Staates (1795–1806), das erst 1933 und 1934 (in überarbeiteter Fassung) im Druck erschien.
- 1906 erhielt er dann vom Verein für die Geschichte Berlins auch die silberne „Fidicin-Medaille“.
- 1925 wurde er Ehrenmitglied des Geschichtsvereins Brandenburgia.
- 1933 wurde er Ehrenmitglied der Niederlausitzer Gesellschaft für Geschichte und Altertumskunde.
- 1933 Ehrenbürger von Brandenburg an der Havel
- 1934 erhielt er die silberne Leibniz-Medaille der Preußischen Akademie der Wissenschaften für sein Lebenswerk.
- 1993 wurde in Brandenburg an der Havel eine Straße (Tschirchdamm) nach ihm benannt.
- 2007 wurde eine Oberschule in Brandenburg an der Havel nach ihm benannt, die 2009 aber an einen anderen Standort verlegt wurde.[3]

## Werke
Von 1896 bis 1935 gab Tschirch die Jahresberichte des Historischen Vereins in Brandenburg an der Havel heraus. Daneben veröffentlichte er folgende Werke:
- Beiträge zur Geschichte Mailands von der Zerstörung der Stadt 1162 bis zum Ausgange Friedrichs I. Wiesike, Brandenburg a. d. H. 1884 (zugleich: Dissertation, Universität Halle an der Saale, 1884).
- mit Karl August Mann: Beiträge zur Geschichte der Saldria in Brandenburg a. d. H. Wiesike, Brandenburg a. d. H. 1889.
- Die Stiftung und die erste Blütezeit der Salderischen Schule. Beilage zum Programm des Saldernschen Realgymnasiums zu Brandenburg a. d. H. Ostern 1889. Wiesike, Brandenburg a. d. H. 1889 (Digitalisat).
- Urkunden zur ältern Geschichte der Saldernschen Schule. Beilage zum Programm des Saldernschen Realgymnasiums zu Brandenburg a. d. H. Ostern 1893. Wiesike, Brandenburg a. d. H. 1893 (Digitalisat).
- Bilder aus der Geschichte der Stadt Brandenburg. Eine Festgabe zur Hohenzollernjubelfeier 1912. Evenius, Brandenburg a. d. H. 1912.
- Aus der Zeit der Erniedrigung (= Quellensammlung für den geschichtlichen Unterricht an höheren Schulen. Heft 69). Teubner, Leipzig 1914 (Digitalisat).
- Im Schutze des Rolands. Kulturgeschichtliche Streifzüge durch Alt-Brandenburg. 4 Bände. Wiesike, Brandenburg a. d. H. 1922–1929; 2. Auflage in einem Band, 1938.
- Geschichte der Chur- und Hauptstadt Brandenburg a. d. Havel. Festschrift zur Tausendjahrfeier der Stadt 1928/29. 2 Bände. Wiesike, Brandenburg a. d. H. 1928; 2. Auflage 1936; 3. Auflage 1941; Reprint Potsdam 2012, ISBN 978-3-88372-044-9, ISBN 978-3-88372-045-6.
- Geschichte der öffentlichen Meinung in Preußen vom Baseler Frieden bis zum Zusammenbruch des Staates (1795–1806). 2 Bände. Böhlau, Weimar 1933/1934.